# Орловское (Новосибирская область)
Орловское — село в Убинском районе Новосибирской области. Административный центр Орловского сельсовета.

## География
Площадь села — 70 гектаров.

## Население
| 2002 | 2007 | 2010 | 2019 | 2021 | 2024 |
| ---- | ---- | ---- | ---- | ---- | ---- |
| 288  | ↘269 | ↘239 | ↗271 | ↘220 | ↘182 |

## Инфраструктура
В селе по данным на 2007 год функционируют 1 учреждение здравоохранения и 1 учреждение образования.